# University Parks

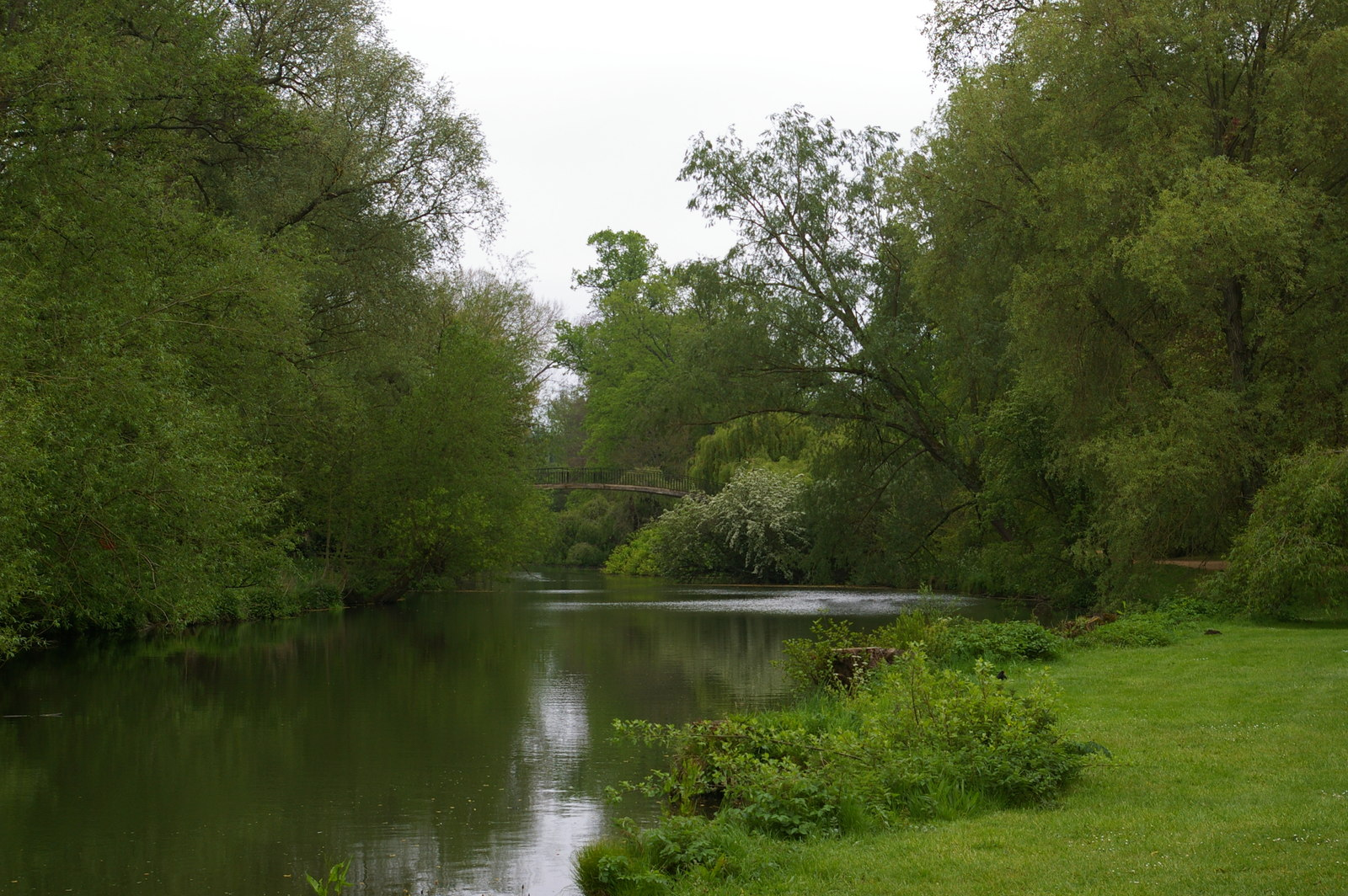
Vy söderut längs floden Cherwell mot Rainbow Bridge.

Oxford University Parks eller University Parks i Oxford, England, är ett större parkområde som är beläget nordost om stadskärnan, tillhörande Oxfords universitet. Informella namn på området är Uni Parks eller bara The Parks. Området begränsas i öster av floden Cherwell, men inkluderar även ett litet landområde kallat Mesopotamia mellan flodens grenar. I norr begränsas parken av Norham Gardens och Lady Margaret Hall, i väster av Parks Road och i söder av universitetets naturvetenskapliga campus, Science Area. Parken är tillgänglig för allmänheten dagtid och inkluderar trädgårdar, stora sportplaner och exotiska växter. Här finns också Oxford University Cricket Clubs plan.

## Historia

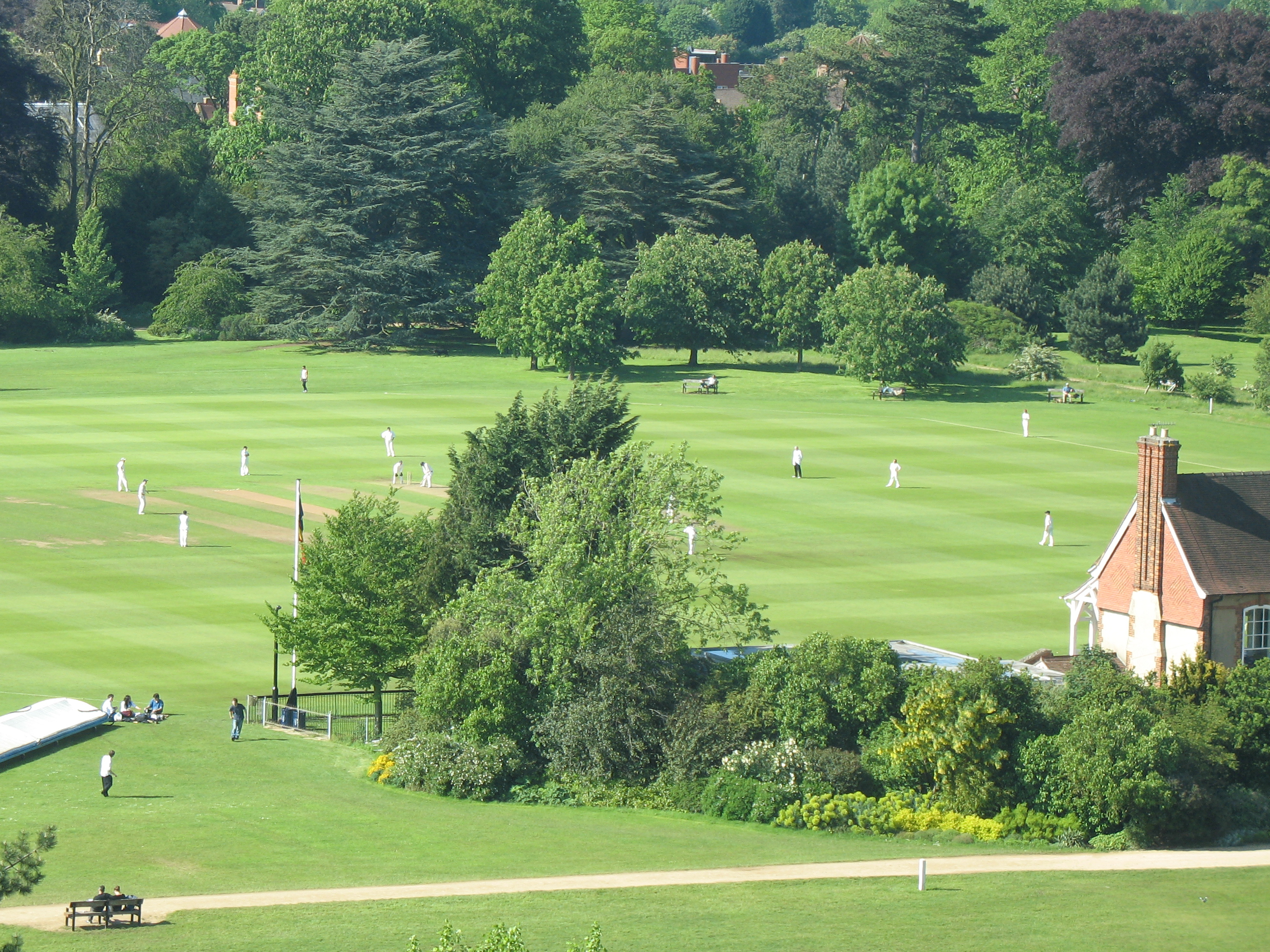
Cricketmatch i University Parks.

Marken i delar av området har använts för rekreation under lång tid, och här låg University Walks, enligt tradition där kung Charles II ska ha rastat sin hund 1685. Marken ägdes ursprungligen av Merton College men 1853–1854 köptes 8,1 hektar mark (20 acres) av universitetet för att anlägga parken. Under en elvaårsperiod inköptes totalt 37 hektar. En mindre del av marken reserverades för Oxford University Museum som uppfördes mellan 1855 och 1860, och ytterligare delar avsattes successivt för att uppföra naturvetenskapscampus under 1900-talets första halva. Idag omfattar parken därför omkring 30 hektar.
Parken anlades 1864, under ledning av William Baxter som också blev parkens förste superintendent 1866. Delar av parkerna avsattes även som sport- och rekreationsyta, och 1881 uppfördes cricketpaviljongen. Parkerna används även för andra sporter som rugby, landhockey, lacrosse, tennis och krocket. Övriga delar av parkerna inrättades som arboretum, och de första träden planterades 1865. Ytterligare mindre tillbyggnader har tillkommit under årens lopp.